# Extended ML
Extended ML es un lenguaje de programación creado por Kahrs, Sannella y Tarlecki basado en ML. Extiende la sintaxis de ML para incluir axiomas de semántica, los cuales pueden no ser ejecutables pero que sirven para especificar rigurosamente el comportamiento de un programa. Con esta extensión el lenguaje puede utilizarse para aplicar técnicas de refinamiento de programas para, a partir de una especificación formal, producir un programa en el lenguaje Standard ML que cumple con la especificación. Extended ML se utiliza para la enseñanza de desarrollo formal de programas, especificación de programas y para investigación en verificación automatizada de programas.